# دمیترو لئونکین
دمیترو لئونکین (انگلیسی: Dmytro Leonkin; ۱۶ دسامبر ۱۹۲۸ – ۱ ژانویهٔ ۱۹۸۰) ژیمناست هنری اهل اتحاد جماهیر شوروی سوسیالیستی بود.